# Бурякозбиральний комбайн

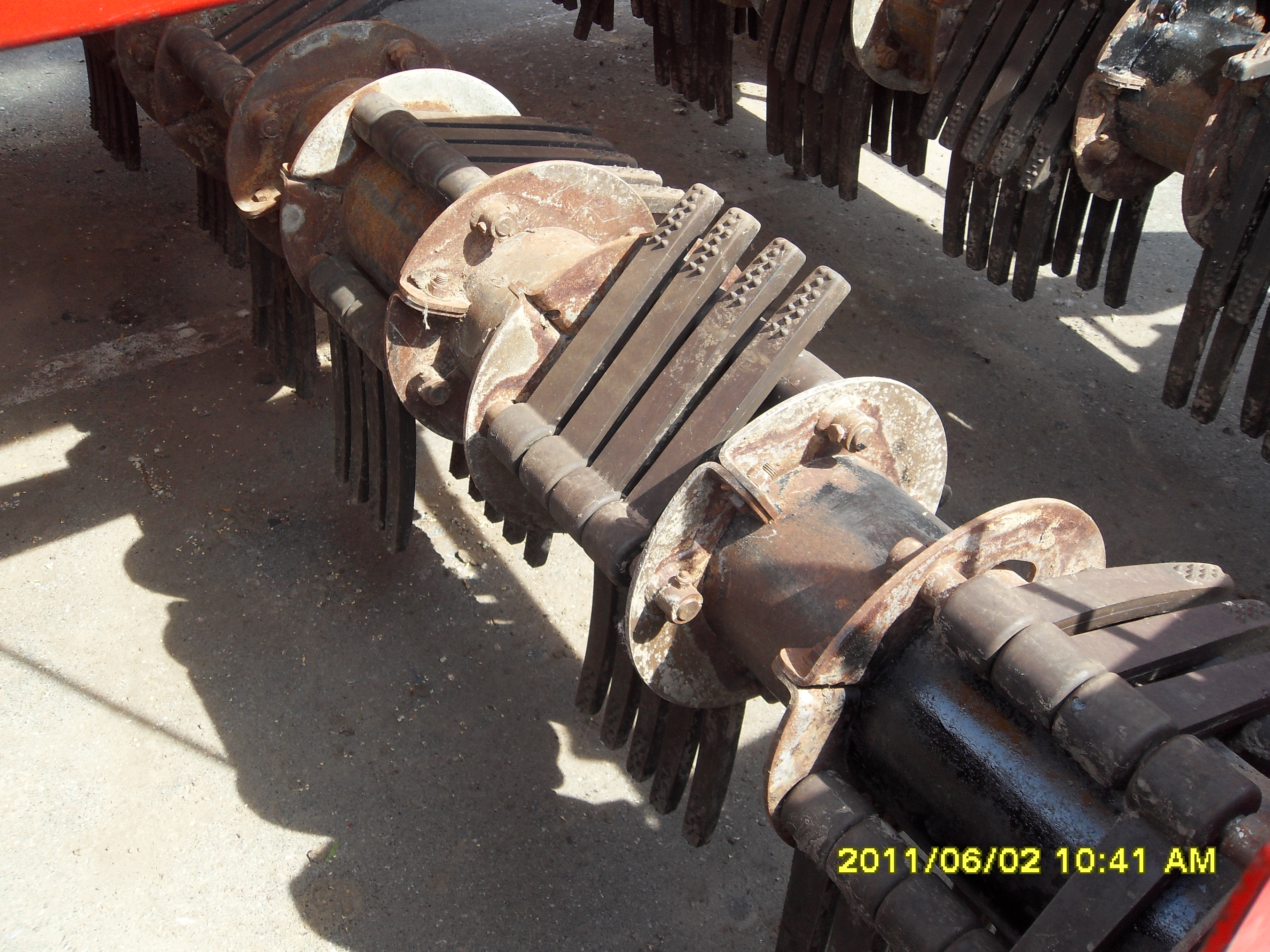
Будова гичкозбиральної машини

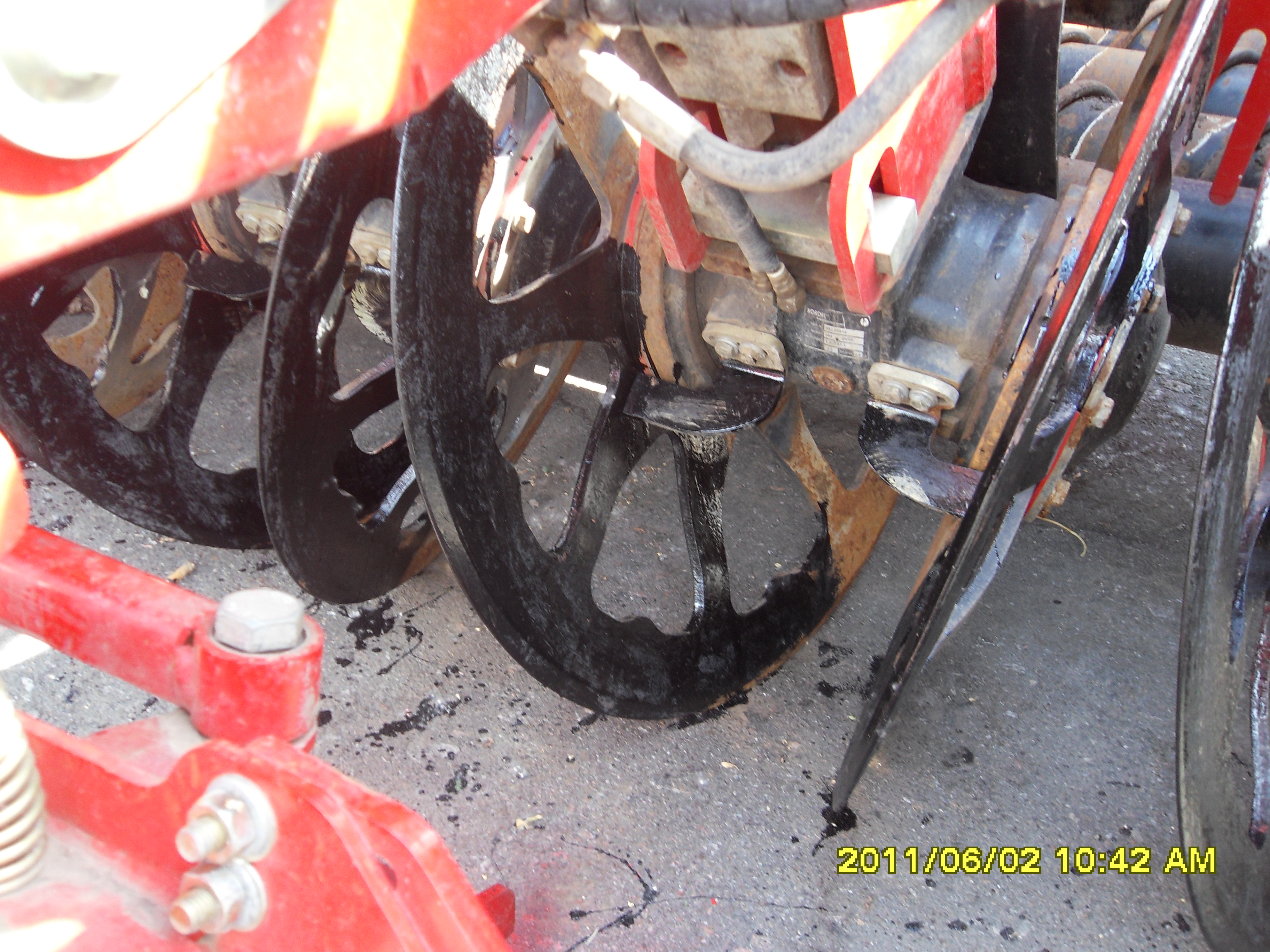
Дисковий копач коренезбиральної машини

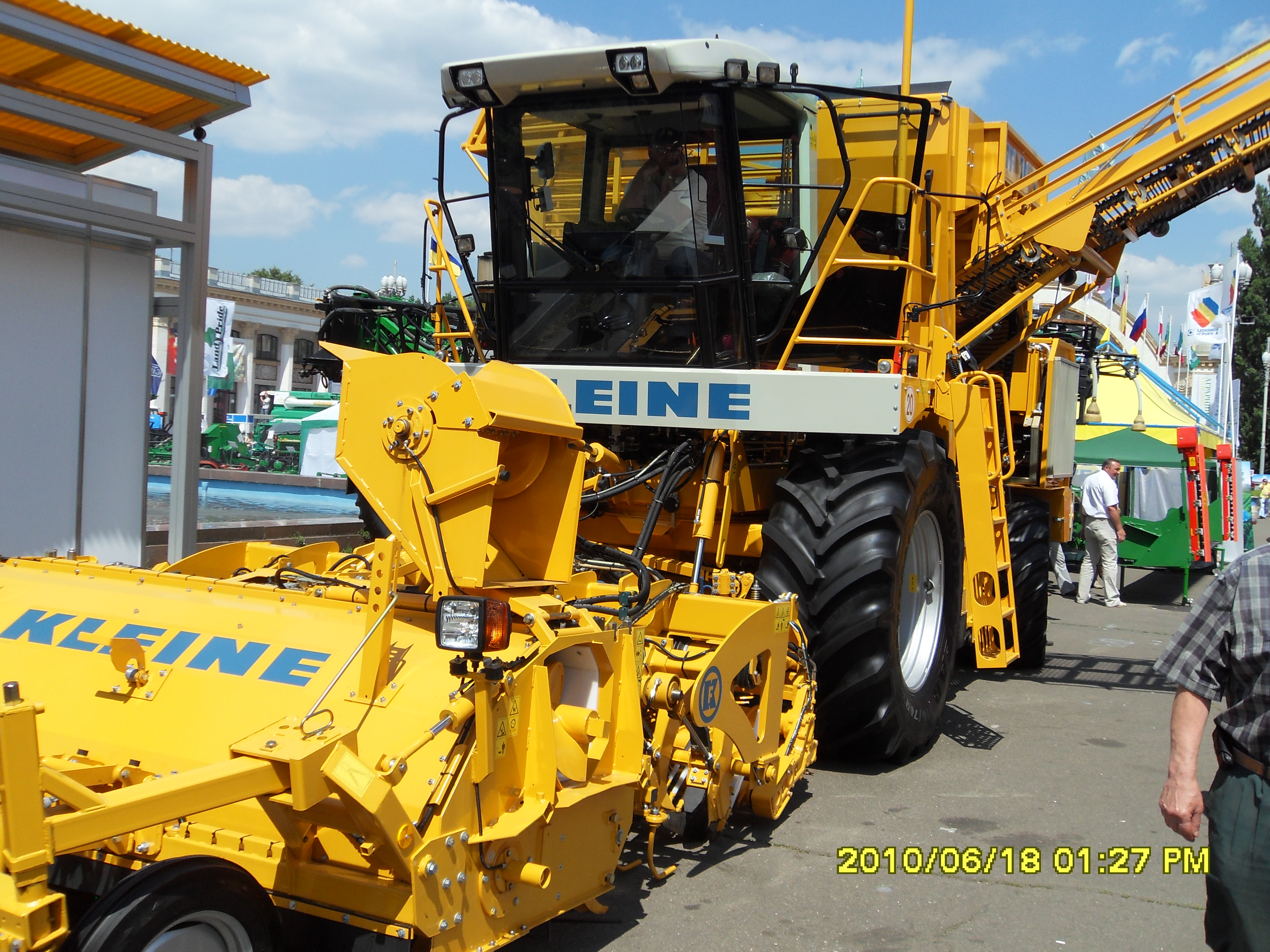
Бурякозбиральний комбайн для однофазного збирання

Бурякозбиральний комбайн — причіпна або самохідна машина для збирання буряків (переважно цукрових). Оскільки розрізняють однофазне (всі операції виконуються однією збиральною машиною) і двофазне (використовуються дві, а рідко три машини), досить часто вживається термін бурякозбиральний комплекс, тобто сукупність машин для збирання (подрібнення) гички та викопування коренеплодів, т. з. гичкозбиральна та коренезбиральна машини.

## Інтернет-ресурси
- Collection of pictures, videos and audio files
  - as further documentation (German)
- ddr-landmaschinen.de - GDR sugarbeet harvester (Last retrieved on: 21.06.17)
- Holmer Terra Dos T4-40 & Fendt tractors | Sugarbeet lifting на YouTube (Last retrieved on: 21.06.17)
- HOLMER EasyLift - automatische Einzelreihentiefenführung beim Roden на YouTube Animation and section of the harvesting head.